# Johann Baptist Höcht
Johann Baptist Höcht (* 11. September 1870 in Krummennaab; † 4. Dezember 1950 in Regensburg) war Weihbischof in Regensburg.

## Leben
Höcht empfing nach seinem Studium am 28. Oktober 1898 die Priesterweihe. Nach Kaplansjahren in Burglengenfeld wurde er 1902 bischöflicher Hauskaplan von Bischof Ignatius von Senestrey. 1904 wurde er Subregens und 1908 Regens am Regensburger Priesterseminar. Der promovierte Theologe wurde 1922 Domkapitular und schließlich von Bischof Michael Buchberger zum Generalvikar ernannt.
Nachdem er bereits bei der Ernennung des Bischofs von Eichstätt zu den vom Vatikan benannten Kandidaten gehörte, wurde er von Papst Pius XI. am 14. März 1936 zum Titularbischof von Miletopolis und zum Weihbischof in Regensburg ernannt. Die Bischofsweihe empfing Höcht am 3. Mai desselben Jahres von Bischof Michael Buchberger.
Weihbischof Höcht starb 1950 im Alter von 80 Jahren. Er wurde in seinem Heimatort Krummennaab beigesetzt.